# レオポルト4世 (オーストリア公)
レオポルト4世（Leopold IV. von Österreich, 1371年 - 1411年6月3日）は、ハプスブルク家レオポルト系のオーストリア公（在位：1386年 - 1396年、1406年 - 1411年）、チロル伯（在位：1396年 - 1406年）。1406年よりオーストリア公国の執政の地位にあった。肥満公（Leopold der Dicke）の呼び名がある。

## 生涯
オーストリア、シュタイアーマルク、ケルンテンの公爵レオポルト3世と、ミラノの僭主ベルナボ・ヴィスコンティの娘ヴェルデの間の次男として生まれた。1386年から1396年までオーストリア公であり、1396年から1406年の間は、ホーレンブルク協定（Vertrag von Hollenburg）によって兄ヴィルヘルムが従兄のアルブレヒト4世と共同でオーストリア執政となったため、レオポルト4世はチロルと前方オーストリアを統治した。
1406年から1411年までは、幼い従甥アルブレヒト5世（後のローマ王アルブレヒト2世）とともにオーストリア執政を務めた。チロルと前方オーストリアの執政は弟のフリードリヒ4世に譲られた。レオポルトは1393年、ブルゴーニュ公フィリップ2世（豪胆公）の娘カトリーヌと結婚したが、間に子供は無かった。
レオポルト4世の死後、アルブレヒト系の当主アルブレヒト5世が単独でオーストリア公の地位を保持し、ウィーン宮廷を代表した。レオポルト系に属するレオポルト4世の2人の弟たちは、内オーストリアと前方オーストリアの一部を割り当てられるに留まった。エルンスト（鉄公）はグラーツに、フリードリヒ4世はインスブルックに宮廷を置いた。